# Mistmorn
Mistmorn (Містморн, справжнє ім'я: Роман Єфімов) — український виконавець пісень у стилі постпанк та Lo-Fi. Також відомий як Did'ko, Nekiy N. Також є автором YouTube-каналу UkrTrashDub 2.0.

## Проєкти виконавця

### UkrTrashDub 2.0
Розважальний YouTube канал з перекладами популярних іншомовних пісень в тому числі і жартівливих, а також з дубльованими українською іншомовних мем-відео. Канал було створено 11 листопада 2017 року після видалення каналу UkrTrashDub, за яким слідкувало 20 тисяч користувачів. Канал займає 3 місце у топі українських YouTube каналів у категорії «Озвучення». Найпопулярнішим відео на каналі є переспів пісні «The Cigarette Duet» співачки Принцеси Челсі, що набрав 2 мільйона переглядів. Переспів «Це Просто Цигарки» виконано спільно з блоґером slidan [Архівовано 18 липня 2022 у Wayback Machine.].

### Nekiy N.
Під псевдонімом Nekiy N. Mistmorn вперше почав публікувати власні пісні англійською та українською мовами. 6 жовтня 2016 року було випущено мініальбом goaste у жанрі металкор та альтернативний рок.

### Did'ko
Роком пізніше, 17 серпня 2017, співак опублікував мініальбом Дурниці, а також ще декілька синглів як Did'ko. Did'ko випускав пісні у жанрі клауд-реп.
25 листопада 2017 року у Києві відбувся концерт «NeformatFamilyGig: Hip-Hop Event», на якому серед інших виконавців виступав Did'ko.

### Mistmorn
Третій проєкт співака. Перший мініальбом Нудьга, що було опубліковано 13 березня 2019 року під цим псевдонімом, виконано у жанрах Lo-Fi та хіп-хоп. Наступні сингли співака виконані у жанрі постпанк.
Mistmorn отримав популярність завдяки пісні «дідько, я у розпачі…», що набрала 880 тисяч прослуховувань на SoundCloud та понад 3,8 млн на YouTube. YouTube-канал Mistmorn займає 71 місце у переліку українських музичних каналів, набравши 37,5 тисяч підписників та 5,2 мільйонів переглядів.
Також Mistmorn публікував жартівливі пісні, наприклад за мотивами мемів у телеграм каналі та з використанням жартівливих висловлювань блогера Слідана у своїх відео на YouTube, проте музичні твори було видалено автором попри позитивну оцінку слухачів.
15 грудня 2021 року у Telegram каналі Mistmorn було опубліковано пост про зупинку творчої діяльності через проблеми зі здоров'ям виконавця. У цьому пості співак поділився архівом з чернетками та невипущеними піснями та розповів про історію створення деяких з них.
2 лютого 2023 року Mistmorn вперше за 2 роки після припинення діяльності опублікував кавер на пісню «Never Meant» гурту American Football.

## Публічний образ
Mistmorn веде непублічний стиль життя, майже не виступає на концертах та не дає інтерв'ю. В основному співак із прихильниками не спілкується та не відповідає на коментарі.

## Громадянська позиція
Під одним з відео на YouTube каналі UkrTrashDub 2.0 було опубліковано авторський коментар з таким текстом:

|  | рос. "Ребят, иногда встречаю под русскими комментариями ответы вроде "пишіть українською!1!" и т.д. Вы главное их не слушайте, пишите хоть на украинском, хоть на русском, хоть на китайском — абсолютно никаких проблем." укр. «Хлопці, іноді зустрічаю під російськими коментарями відповіді на кшталт „пишіть українською!1!“ і т. д. Ви головне їх не слухайте, пишіть хоч українською, хоч російською, хоч китайською — абсолютно жодних проблем.» |

Після початку російського вторгнення в Україну 2022 року, Mistmorn оновив свій аватар у профілі Spotify, змінивши його на український прапор.
14 липня 2022 року у своєму Telegram-каналі написав:
|  | «Перш за все, вибачаюся, що нічого не написав з початку війни. Цілком зрозумію неоднозначне ставлення до мене. Але моя позиція максимально проукраїнська, якщо у когось виникали сумніви. Щодо мого стану. Можливо я дещо емоційно висловився в попередньому дописі, тому хочу запевнити, що я не смертельно хворий… Почуваюся нормально, і, до речі, дяка тим, хто тоді закинув гроші, вони знадобилися. Але зараз краще перенаправте цю підтримку на наших військових та волонтерів, а також виконавців і контентмейкерів, які продовжують у цей час творити українською.» |